# Richard Zöllner
Richard Zöllner (Metz, 16 mars 1896 - Constance, 15 avril 1954) est un musicien et compositeur allemand.

## Biographie
Richard Zöllner voit le jour à Metz, en Lorraine annexée, le 18 mars 1896. La ville, qui compte une trentaine de sociétés musicales et chorales, et de nombreux cafés-concerts, connaît alors une vie musicale intense. Richard Zöllner fait ses études générales au lycée à Metz, avant de poursuivre, à partir de 1917, des études musicales à Munich. Là, il est notamment l'élève de Franz Rau, du pianiste Michael Raucheisen, ou du compositeur Paul Graener. En 1919, il épouse Mila Beamish-Bernard. Il adhère à la Société internationale pour la musique contemporaine de Munich. Il vit de son art et de l'enseignement.
Richard Zöllner s'éteignit à Constance, le 15 avril 1954.

## Œuvres
- IV. Quartett in sechs Sätzen für 2 Violinen, Viola u. Violoncell; op. 27
- V. Quartett in sechs Sätzen für 2 Violinen, Viola u. Violoncell ; op. 27 (Leipzig : Kistner & Siegel.)
- Eine kleine Kammersymphonie, 1922

## Sources
- J. Kutsch, Leo Riemens: Großes Sängerlexikon. Bd. 33, Directmedia Publ., Berlin, 2000.